# Chicory Tip
Chicory Tip fue una banda pop británica, integrada por Peter Hewson (voz), Rick Foster (guitarra), Barry Mayger (bajo), Brian Shearer (percusión) y Rod Cloutt (guitarra, teclado).

## Historia
El grupo se formó cerca de 1969 en Maidstone, Kent, y firmó contrato con CBS Records. Sus primeras canciones no tuvieron mucho éxito, hasta "Excuse Me Baby", en 1971. El tema más popular de la banda fue la canción "Son of my Father", de 1972. Este tema fue el más popular de Reino Unido durante tres semanas durante ese año. Otros éxitos relativos posteriores fueron las canciones 
"What's Your Name", y "Good Grief Christina". La banda continuó unos pocos años más, hasta que se separó en 1975.

## Discografía

### Álbumes de estudio
- Son of My Father (CBS.S 64871, March 1972)

### Recopilaciones
- The Best of Chicory Tip (CBS, 1974)
- The Very Best (Castle Communications, 1995)
- The Very Best of Chicory Tip (Summit, 1997)
- The Best of Chicory Tip (Repertoire, 1999)
- The Singles Collection (7T's, 2011)
- The Complete Chicory Tip (7T's, 2019)

### Sencillos
| Año  | Sencillo                     | Posición en listados | Posición en listados | Posición en listados | Posición en listados | Posición en listados | Posición en listados | Posición en listados | Posición en listados | Posición en listados |
| Año  | Sencillo                     | AUS                  | BEL (FLA)            | BEL (WAL)            | GER                  | IRE                  | NED                  | NOR                  | UK                   | US                   |
| ---- | ---------------------------- | -------------------- | -------------------- | -------------------- | -------------------- | -------------------- | -------------------- | -------------------- | -------------------- | -------------------- |
| 1970 | "Monday After Sunday"        | -                    | -                    | -                    | -                    | -                    | -                    | -                    | -                    | -                    |
| 1971 | "My Girl Sunday"             | -                    | -                    | -                    | -                    | -                    | -                    | -                    | -                    | -                    |
| 1971 | "Excuse Me Baby"             | -                    | -                    | -                    | -                    | -                    | -                    | -                    | -                    | -                    |
| 1971 | "I Love Onions"              | -                    | -                    | -                    | -                    | -                    | -                    | -                    | -                    | -                    |
| 1972 | "Son of My Father"           | 19                   | 1                    | 1                    | 18                   | 3                    | 4                    | 4                    | 1                    | 91                   |
| 1972 | "What's Your Name"           | -                    | 27                   | 33                   | 32                   | -                    | 25                   | -                    | 13                   | -                    |
| 1972 | "The Future Is Past"         | -                    | -                    | -                    | -                    | -                    | -                    | -                    | -                    | -                    |
| 1973 | "Good Grief Christina"       | -                    | 19                   | 49                   | 49                   | -                    | 25                   | 4                    | 17                   | -                    |
| 1973 | "Cigarettes, Women and Wine" | -                    | -                    | -                    | -                    | -                    | Tipparade            | 8                    | -                    | -                    |
| 1973 | "I.O.U."                     | -                    | -                    | -                    | -                    | -                    | -                    | -                    | -                    | -                    |
| 1974 | "Take Your Time Caroline"    | -                    | -                    | -                    | -                    | -                    | -                    | -                    | -                    | -                    |
| 1975 | "Survivor"                   | -                    | -                    | -                    | -                    | -                    | Tipparade            | -                    | -                    | -                    |